# Thế giới Avatar: The Last Airbender
Thế giới Avatar: The Last Airbender là một thế giới hư cấu được xây dựng trong loạt phim hoạt hình của Nickelodeon, Avatar: The Last Airbender và tiếp theo là The Legend of Korra. Thế giới này được chia thành bốn quốc gia lớn tương ứng với bốn nguyên tố: Thủy, Thổ, Hỏa và Khí. Trong mỗi quốc gia, một số người có khả năng "ngự thuật" - tức là sử dụng sức mạnh siêu nhiên để điều khiển nguyên tố của mình. Nhân vật chính của loạt phim, Avatar, là người duy nhất có khả năng sử dụng cả bốn nguyên tố.

## Các quốc gia trong thế giới Avatar

### Phong tộc
Phong tộc là những tu sĩ sống trên các ngôi đền trên cao nguyên. Họ theo triết lý hòa bình và thân thiện với tự nhiên. "Ngự khí thuật" cho phép họ bay lượn và di chuyển với tốc độ cao.

### Thủy tộc
Thủy tộc gồm các bộ tộc sinh sống tại hai cực của thế giới: Bắc Cực và Nam Cực. Họ là những người sinh sống gắn bó với môi trường tuyết và nước. "Ngự thủy thuật" là kỹ năng sử dụng nước như một vũ khí hoặc để chữa trị.

### Thổ quốc
Là quốc gia rộng lớn và đa dạng nhất về địa lý, Thổ quốc đặc trưng bởi sự ổn định và bình yên. "Ngự thổ thuật" cho phép người sử dụng điều khiển đá và đất.

### Hỏa quốc
Hỏa quốc có nền văn minh công nghiệp cao và là quốc gia gây chiến tranh trong phần lớn loạt phim gốc. "Ngự hỏa thuật" đòi hỏi sự linh hoạt và sáng tạo.

### Cộng hòa Thống nhất
Cộng hòa Thống nhất được thành lập bởi Avatar Aang và Hỏa vương Zuko sau khi kết thúc Chiến Tranh Trăm Năm. Đây là một nền văn minh được mô tả như "nếu Manhattan xuất hiện ở châu Á", lấy cảm hứng từ những năm 1920 và kết hợp các ảnh hưởng từ kiến trúc Mỹ và châu Âu cùng thời kỳ. Các yếu tố của thể loại phim noir và steampunk cũng có ảnh hưởng đáng kể đến thiết kế thành phố này.
Lực lượng cảnh sát kim thuật trong Cộng hòa Thống nhất – những người sử dụng "ngự kim" – có thiết kế trang phục dựa trên đồng phục cảnh sát Thành phố New York thập niên 1920, kết hợp với giáp samurai Nhật Bản. Thành phố trung tâm của Cộng hòa Thống nhất là Thành phố Cộng Hòa, nơi hội tụ những công dân từ khắp các quốc gia và nền văn hóa khác nhau sống chung hòa bình và phát triển công nghệ tiên tiến.

## Avatar
Avatar là người duy nhất có khả năng sử dụng cả bốn loại ngự thuật. Vai trò của Avatar là giữ cân bằng giữa các quốc gia và là cầu nối giữa thế giới thực và thế giới linh hồn. Khi một Avatar qua đời, linh hồn sẽ được sinh ra trong một thai nhi mới, tiếp nối chu trình luân hồi qua bốn quốc gia.

## Tôn giáo và triết lý
Thế giới Avatar kết hợp nhiều yếu tố tôn giáo, văn hóa và triết học Đông Á, bao gồm Phật giáo, Đạo giáo, và Nho giáo. Các giá trị như đẳng cấp, trách nhiệm cá nhân, và sự hòa hợp với thiên nhiên là trung tâm trong nội dung của loạt phim.